# Marie de Valois (1450-1470)
 (mai 2021).
Si vous disposez d'ouvrages ou d'articles de référence ou si vous connaissez des sites web de qualité traitant du thème abordé ici, merci de compléter l'article en donnant les références utiles à sa vérifiabilité et en les liant à la section « Notes et références ».
Pour les articles homonymes, voir Marie de Valois et Marie de France.
Marie de Valois ou Marie de France (1450-1470), est une fille naturelle du roi de France Louis XI et de Marguerite de Sassenage.
Légitimée le 11 juillet 1467, elle épouse en juin 1467, Aymar de Poitiers, sire de Saint-Vallier, marquis de Cotron, vicomte d'Etoile, baron de Châlençon, de Clérieu, de Sérignan, de Florac, de Privas et de Chevrières. De cette union naquit un fils, Jean, Baron de Sérignan, et peut-être une fille, Isabeau.
Marie meurt à 20 ans et son époux se remarie avec Jeanne d'Auvergne, fille du comte Bertrand VI, le 29 novembre 1472.